# سالم الخيون
سالِمْ بِن حَسَن بِن خَيُون بِن جِناح الأَسَدِيّ، ولد عام 1883 في الجبايش، وتوفي عام 1965. كان أمير قبيلة بني أسد العدنانية في العراق، وقد كان الابن السابع عشر من بين 19 ولدا للشيخ حسن الخيون، خلف أباه في مشيخة القبيلة، وأصبح أمير الجزائر (الجبايش) منذ سنة 1904، وهو أول من اتخذ اسم جده علماً لأسرته فاشتهرت باسم آل الخيون وكانت تعرف محلياً بآل حجي ناصر وآل جناح، وكان المرشح الاول لقيادة مملكة العراق واستطاع الشيخ سالم أن يبسط سطوته على عموم الجزائر وعشائرها وأن يحافظ على أسرته كطبقة أرستقراطية عسكرية حتى إلغاء المشيخة عام 1924، وقد منحته السلطات العثمانية لقب الباشا.. 

## حياته
في عام 1914، احتلت القوات البريطانية قرية الشعيبة، وكان الشيخ سالم وقبيلته وأحلافه في مقدمة المقاومين لاحتلال البصرة، ولما فشلت المقاومة أسرته القوات البريطانية في كانون الأول 1914 ونفته إلى الهند.
وفي آب 1919 أفرج عنه البريطانيون فعاد إلى العراق، وكان من الداعين للحكم الجمهوري.
عين وزيرا بلا وزارة في الوزارة النقيبية الأولى (11 تشرين الثاني 1920 حتى 23 آب 1921)، ولم تكد تمضي مدة قليلة حتى انقلب على الإنكليز وأصبح من ألد خصومهم ولم تعد بغداد تروق له فعاد إلى قرية الحمّار محاولاً بسط سلطانه على كافة الأراضي والرؤساء باتفاقيات مع الرؤساء المجاورين لتقوية مركزه ضد الحكومة المركزية، وسرعان ما تواردت التقارير إلى بغداد بشأن تحركاته السياسية والإدارية والعشائرية فاستدعته الحكومة إلى بغداد فأعلن العصيان وذهب إلى الناصرية (حوالي أيلول 1921) وبقي يعمل هناك بفكرته الأولى وبسط سيطرته على أراض جديدة. وفي حزيران 1923 طلبت وزارة الداخلية حضوره إلى بغداد لكنه أجابها بكتب شديدة اللهجة معرضا بسوء الإدارة ومنوها بعداء وزير العدلية ناجي السويدي له ولعشائره، وفي نفس الوقت كان يعلن حسن نيته لسياسة بريطانيا ويطلب التوسط لدى الملك والمندوب السامي لرد الاعتبار إليه بعد أن ثبت خروجه عن طاعة الحكومة غير أنّ أخاه غضبان الخيون استمر في حركاته ضد الحكومة بالاتفاق مع الشيخ سالم، وقد ورد في تقرير الحكومة البريطانية المرفوع لعصبة الأمم عن إدارة العراق بصدد هذا الموضوع ما يلي:

وفي أوائل كانون الأول 1924 ألقت الحكومة إنذاراً بواسطة الطائرات نصه:
فأرسل وزير الداخلية في حينها عبد المحسن السعدون أربع طائرات قصفت مضيف الشيخ وبيته وأحرقتهما واحتلت الشرطة قلعة (العكَبة) العائدة للشيخ سالم وهدمتها، وبالغم من مقاومة الشيخ وأسرته للطائرات ببنادقهم فإنهم اضطروا للاختفاء في الأهوار واحتلت الشرطة كافة قلاع الشيخ. وفي 6 كانون الأول 1924، أنشأت مخفراً للشرطة في موضع مضيف الشيخ سالم الخيون، وهكذا اضطر الشيخ إلى تسليم نفسه في القرنة ثم ألقي القبض على أخيه غضبان وأُجريت محاكمتهما أمام المحكمة الكبرى في البصرة بتاريخ 4 تشرين الأول 1925 فحكمت على الشيخ سالم بالحبس لمدة ثلاث سنوات ووضعته تحت مراقبة الشرطة لمدة سنتين. وعلى أخيه غضبان بالحبس لمدة عشرة أشهر.
ثم قررت وزارة الداخلية نقل الشيخ سالم من سجن البصرة إلى سجن الموصل وصدرت بعد ذلك إرادة ملكية بإطلاق سراحه شريطة أن يقيم في المكان الذي تعيّنه له الحكومة طيلة ما بقي من مدة سجنه، وجعل مكان إقامته بمدينة الموصل ذاتها. وفي 26 نيسان 1927 سمح له بالإقامة في بغداد وبعد فترة وجيزة خرج أخوه غضبان ثائراً فأعادت الحكومة الشيخ سالم إلى الموصل.
في نيسان عام 1930 رفعت الحكومة عنه قيد الإقامة وقطعت مخصصاته وسمح له أن يقيم في المكان الذي يناسبه عدا ألوية المنتفك والعمارة والبصرة.
ويظهر أن الحكومة فكرت في إنهاء النشاط السياسي للشيخ سالم بتخطيط يجعله بعيداً عن عشائره فصادرت أراضيه في الجزائر ومنحته في أوائل سنة 1931 أراض أميرية جيدة تزيد مساحتها على 9151 دونماً في منطقة كنعان (ديالى) ولم يجد الشيخ بدّاً من قبول ذلك، وهكذا اختار أن يعيش في أراضيه الجديدة، وقد جاء في مجلة لغة العرب ما يلي:
وبينما بقي معظم آل خيون في الجبايش وفي كرمة علي والعمارة وغيرها، آثر الشيخ سالم أن يتخذ بيتاً عصرياً في بغداد وصار يقسّم وقته بين مزارعه الغنية في كنعان وبيته في بغداد، وخلال حياته تزوج من خمس نساء كانت أربع منهن من خارج أسرته، وأنجب عدداً من الأولاد، وكانت وفاته ببغداد سنة 1965.

## ثعبان الخيون
وتولى رئاسة بني أسد بعده ابنه الشيخ ثعبان وهو من مواليد الجبايش 1914 ودرس في بغداد وتخرج من كلية الحقوق 1940 وبعد عام من تخرجه شارك مع رشيد عالي الكيلاني ويونس السبعاوي في حركة 1941. وبعد فشلها سُجن في الفاو والعمارة زهاء أربع سنوات ووُضع تحت الإقامة الجبرية في ديالى والموصل لسنة واحدة، وكان أحد أعضاء نادي المثنى وانتخب غير مرة في المجلس النيابي توفي ببغداد في 13 تشرين الأول 2001.

## قيل عنه
نظم الشاعر الملا عبود الكرخي بتاريخ 4 حزيران 1925، قصائد شعبية بعنوان «الدر المخزون في مدح سالم الخيون»
فليحيا زعيم الحضر والبدوان
فليحيا الغضنفر (سالم الخيون)
عصا موسى النبي تلقف ما يفكون
خلد إله التاريخ أحسن الآثار
انتشرت بكل الملك والأقطار
فكككرك عالي، ذهنك قاطع ووقاد
منزه عن الغلطة ولا الك صداد
حيد من الأفاعي انفكت جم وجم
واللي شاجرك لا بد وأن يندم
أظهرت الصداقة للعراق وود
ومن طبع البشر لازم حسود وضد
من النيص الفهد والذيب يرتهبون
ولو خلق البار وفرص يفرون
حولك موج منايا وخوف
ألقيت الرعب يا ليثها بكل جوف
كلبك ما يخاف من المنايا وصار
ويذل من سطوتك طاغي والجبار
الباري وفقك وأعطاك هل الهام؟
ونادر بالنسبة توضع من الإسلام
كل الفخر صاير للعراقيين
بعد أن كانوا بشده وميئوسين
رحمه صاير لهم خلصوا من العار
كل الانتعاش وقدر بيهم صار
العراقيين شرط وواجب يزوروك
أنت لهم غالي الثمن ويلبسوك
أعداءك جسدهم يثبت ويرتاح
حيث عراكَنا فارس بليه سلاح
أنت كهف للمرعوب صرت اليوم
بظلك لا يذين ولا عليهم حوم
الك كل الفضل بالدر الفض بيه
أعني (سالم الخيون) عالي الشان
خزنه للعرب، داخلها در مخزون
ثابت صادق اللهجة، بطل يقظان
علومه بالمحيط انغز لها شنيار
وظهرت بالعراق اليوم بالميدان
شغلك ضابطه ومحكم على المعتاد
من كل الوجوه مهذب وخلصان
وبكلوب الأعادي غرزت فيها السم
بقرنين العدو غصبن تحط اعنان
وصرت للشعب ذروه وسور رجوه وسد
يصبح للرفيع. الواطي والكسلان
ومن الأسد انعم أفلا يذلون
طيور وتندهل، تسقط من الطيران
غيث ومن رواسي ما يمنعه روف
أعداك الكل منهم خجل وجلان
بس يخاف لا يدنى عليه العار
أشرف قدر، أبعد ذكر كل مجان
وبثيت المنافع على الخاص والعام
مثلك، لا وحق الأنزل القرآن
بوجودك عزمهم يقوى على الباقين
ازدادوا بالنشاط الشيبة وشبان
وبيهم روح حطيت ولهم سردار
في كل الدول ظاهر لهم برهان
وبعين الجبيرة لازم يشوفوك
تاج مرصع ومن أحسن التيجان
يمك تنخطف منهم تره الأرواح
يك اتجند، استفحل على العدوان
وللملهوف والمكطوع دايم دوم
أنت صرت له لعراكَنا سكان
الداعي ناظمه وشخصك الي معطيه
بمدحك قلمي يسري العنبر فيه
انفك ما يشمها للدنيه قط
عدوك يعترض واني أردّه بشرط
وبدين البدو احلف قسم بالعود
كَلْب الليث كَلبك من صخر جلمود
هنيئاً لك ويا رب الوطن (سالم)
حيث انك رجل فارس ذكي عالم
يشيخ اسلافها أنت الجبل اويت
عدلك شامل الدنيا بحيث ادعيت
احنه نفتخر بيكم على الاجناب
أنت (الأسدي) أطيب الأنساب
انتم عائلة أهل الفكر والشور
بيت المجد حاوين الشرف من دور
من جدك (حبيب ابن مظاهر) ارث
ذاك (العلم دار) بكربلا وبحث
ومنه ينتشر ياقوت والمرجان
شبه طير السعد فوك المناصب حط
حيث انك رجل مشغوف بالأوطان
ما غيره وازيده بعزة المعبود
لو صار الحرب واصطفت الشجعان
حزت المرتبة، من كل أذى سالم
حاشا أيزل منك قدم عالبهتان
كل مرعوب والطاغي عليه آسيت
بالمرتع معاً يسرح الذيب وضان
نحاورهم بكل طيبة ومن كل باب
يشهد بيك وبفضلك الإنس والجان
منكم ياخذوه ويمسكون الطور
(حوه وآدم) انتم عمدة الشجعان
استارثت الثابت وبالسياسة تيث
قومه بنصر ابن بنت النبي العدنان
كما كتب الشاعر مجيد جاسم الخيون قصيدة «يا هور الجبايش»:
يا هور الجبايش لا تسد الشط
يا مجمن سمج ريجان يتلعبط
يبو العكَيد.. يالشبعت طير البط
براهينك على المحداد تشبع غط
...
يدهله وطين.. فوك الطين ومسدي
حشيش أخضر على الصوبين والبردي
اشحلات الصيد بيك، ودفعة المردي!
حلوه شيله الفاله، لبو سراج الشعل لاله
صايود الدست ودراغه يبراله...
يطرب لو سمع فحل الجمس ينحط
يا هور الجبايش لا تسد الشط.. أكَلك لا تسد الشط
انبت بس على الصوبين خلي شطك بزوده
خلي نبت الكعيبه على سطح الماي موجوده
خلي الكاط المفيح الجاري يلعب بعوده
بالك تدش بغواره
جبير وصعب معباره
نبت ما ينبت بداره!
يشعله ايظل على الصوبين يتخبط
يا هور الجبايش لا تسد الشط... أكَلك لا تسد الشط
يا هور الجبايش هيلك وفنك
تجاوبني الحقيقة من ارد انشدنك: انشدك:
وين اهالينه.. مضايفنه ومبانينه؟
جبح يا هور ناسينه..؟!
ولا جنه تزاركنه بكصب هورك
ولا جنه ركبنه بصدر ماطورك
ولا تذكر الكسريه ولا تذكر رمي طيورك!!
نسيت أيام المزبد.. نسيت الشص...
نسيت طيور الوريده شحم بالموسم امكَلص
حسافه اشلون تنسانه وتجافينه!
ولا تذكر بنينه اكناع، ما تذكر محارينه
ولا تذكر جباشتنه، نسيت البردي المصفط؟!
يا هور الجبايش لا تسد الشط.. اكلكَ لا تسد الشط
يا هور الجبايش.. يا جثير البك
يا مجمن حيايه افات تمزركَك
على ركمه مشاحيفك سمج بالنار يتعلك
يا ما كصة الكَطان طكَهه امعيدي بالمطرك
حلال بريعه المشحرة بنى الهور من ينشك
ما تننسه رفيف الكصب لمن يدحح المشحوف
روحي أطوف يا هور الجبايش بيك روحي اطوف
بالخريط الأصفر بالكصب مصفوف
برشيح الماي فوك الكَصب لو نكَط
يا هور الجبايش لا تسد الشط أكَلك.. لا تسد الشط